# Baeus spirolimbus
Baeus spirolimbus är en stekelart som beskrevs av Stevens 2007. Baeus spirolimbus ingår i släktet Baeus och familjen Scelionidae. Inga underarter finns listade.